# Corybas cheesemanii
Corybas cheesemanii là một loài thực vật có hoa trong họ Lan. Loài này được (Hook.f. ex Kirk) Kuntze mô tả khoa học đầu tiên năm 1891.